# Baarìa
Pour plus de détails, voir Fiche technique et Distribution.
Baarìa est un film de Giuseppe Tornatore sorti en 2009. Coproduction franco-italienne, il ouvre la Mostra de Venise en septembre 2009.

## Synopsis
Le film raconte ce qu'était la vie à Baarìa, en Sicile, des années 1930 aux années 1980, du point de vue des amants Peppino (Francesco Scianna) et Mannina (Margareth Madè).
Il dépeint la vie d'une famille sicilienne sur trois générations, de Cicco à son fils Peppino et à son petit-fils Pietro. Effleurant la vie privée de ces personnages et de leurs familles, le film évoque les amours, les rêves et les désillusions de toute une communauté de la province de Palerme sur cinquante ans. Pendant la période fasciste, Cicco est un humble berger qui trouve cependant le temps de satisfaire sa passion pour les livres, les poèmes épiques, les grands romans d'amour populaires. Pendant la période de famine et la Seconde Guerre mondiale, son fils Peppino, témoin d'injustices commises par des mafieux et des propriétaires fonciers, adhère au Parti communiste. Après la guerre, il rencontre la femme de sa vie. La famille de cette dernière s'oppose à cette relation à cause des idées politiques de Peppino, mais les deux jeunes insistent, se marient et ont des enfants.
Dans les intrigues secondaires, il y a un garçon qui fait une course, une mouche vivante enfermée dans une toupie, trois roches que les gens essaient de frapper d'un coup, un homme qui se mutile pour éviter d'avoir à combattre pendant la guerre, fait du pillage pendant l'l'invasion de la Sicile par les troupes américaines et se fait des vêtements d'un parachute américain, ainsi que la fille de Peppino qui traite son père de fasciste parce qu'il lui défend de porter la minijupe.
Cependant, la principale intrigue secondaire, qui se déroule tout au long du film, est l'histoire de la gauche italienne, et notamment du Parti communiste italien, dont Peppino a toujours été membre. Elle relate le combat de ce dernier contre l'injustice et son désenchantement final face à la corruption et aux compromissions de ses pairs en politique.

## Fiche technique
- Titre original : Baarìa
- Réalisation : Giuseppe Tornatore
- Scénario : Giuseppe Tornatore
- Direction artistique : Maurizio di Clemente
- Décors : Maurizio Sabatini
- Costumes : Luigi Bonanno, avec la collaboration d'Antonella Balsamo
- Photographie : Enrico Lucidi
- Montage : Massimo Quaglia
- Musique : Ennio Morricone
- Société de production : Medusa Film, Quinta Communications
- Société de distribution : Medusa Film, en Italie ; Quinta Distribution (2010), en France
- Budget : 25 millions d'euros[2]
- Pays d'origine :  Italie,  France
- Langue originale : sicilien
- Format : couleur — 35 mm (Kodak) — 2,35:1 (Cinemascope) — son DTS, Dolby numérique
- Genre : comédie dramatique, historique
- Durée : 150 à 160 minutes
- Dates de sortie :  Italie : 2 septembre 2009 (Festival du film de Venise)
  -  Canada : 15 septembre 2009 (Festival du film international de Toronto)
  -  Belgique : 17 mars 2010
  -  France : 16 juin 2010

## Distribution
- Francesco Scianna : Peppino
- Margareth Madè : Mannina
- Raoul Bova : Romano, reporteur

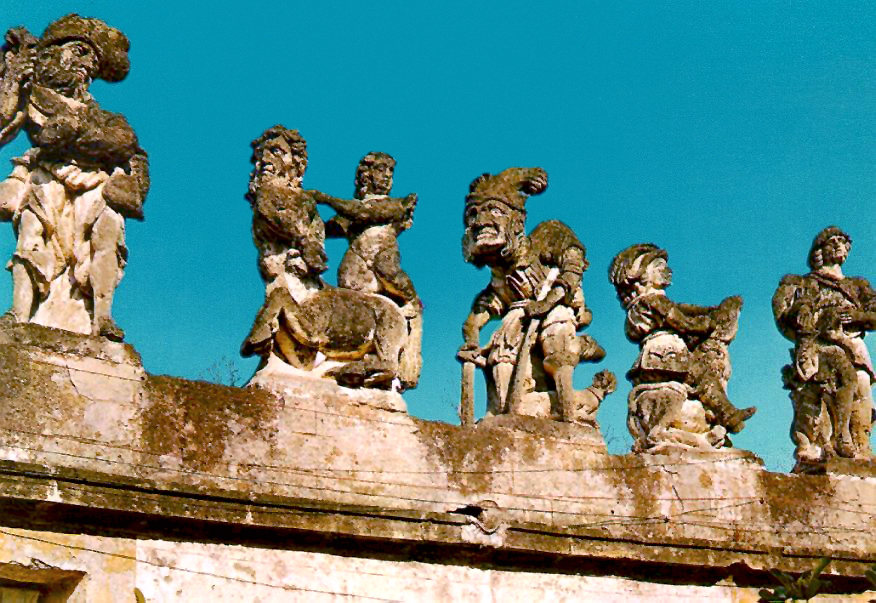
Les « monstres » de la Villa Palagonia figurent dans le film.

- Ángela Molina : Sarina à l'âge adulte
- Lina Sastri : Tana / Beggard
- Salvatore Ficarra (it) : Nino Torrenuova
- Valentino Picone (it) : Luigi Scalìa
- Luigi Lo Cascio : jeune atteint du syndrome de Down
- Laura Chiatti, étudiante
- Giorgio Faletti : Corteccia
- Enrico Lo Verso : Minicu
- Beppe Fiorello (it) : changeur de monnaie
- Nicole Grimaudo : Sarina
- Leo Gullotta : Liborio
- Aldo Baglio (it) : homme d'affaires
- Gisella Marengo : Matilde
- Luigi Maria Burruano : pharmacien
- Nino Frassica : Giacomo Bartolotta
- Vincenzo Salemme (it) : chef de la troupe de théâtre
- Tony Sperandeo : agriculteur
- Donatella Finocchiaro : la mercière
- Monica Bellucci : fiancée du maçon
- Michele Placido : représentant du PCI
- Gabriele Lavia : président de la commission des examens

## Distinctions

### Récompenses
En 2009, à la Mostra de Venise, il obtient le prix Francesco Pasinetti du meilleur film, ex æquo avec Lo spazio bianco de Francesca Comencini et Armando Testa - Povero ma moderno de Pappi Corsicato, décerné par le Syndicat national des journalistes cinématographiques italiens. L'année suivante, il rapporte le David du meilleur musicien à Ennio Morricone.

### Nominations
Désigné comme candidat au Golden Globe du meilleur film étranger en 2010, Baarìa perd face au Ruban blanc de Michael Haneke.
C'était aussi la sélection italienne pour l'Oscar du meilleur film en langue étrangère de 2010, mais il n'a pas obtenu la nomination pour ce prix.

## Production
La première annonce de ce film remonte au Festival du film de Taormine de 2007.
Le film a été tourné à Bagheria, dans la province de Palerme, en Sicile ainsi que dans un vieux quartier de Tunis, en Tunisie, qui illustre mieux ce à quoi Bagheria ressemblait au début du XXe siècle. Quelques 200 acteurs et 35 000 figurants ont joué dans ce film.
Le titre du film, Baaria, est en fait le nom sicilien de la ville de Bagheria, où Tornatore est né. Le film est offert en deux versions : la version originale est dans le dialecte du sicilien parlé à Bagheria (avec sous-titres en italien et en anglais) ; la seconde est une version doublée en italien.

## Controverse
En Italie, la Ligue anti-vivisection (it) a condamné l'abattage et l'égorgement réels d'une vache, visibles dans la bande-annonce italienne. L'animal subit l'enfoncement d'un poinçon de fer dans le crâne, sans technique analgésique, puis meurt en se vidant de son sang pendant que des acteurs le recueillent et le boivent.
Il aurait été impossible de tourner cette scène en Italie, en raison des lois contre le traitement immoral d'animaux dans la production média. Cette partie du film a été tournée en Tunisie, où il n'y a pas de telles contraintes.
Par la suite, l'ENPA (it) (Association nationale pour la protection des animaux) a exigé le retrait immédiat de toutes les copies distribuées dans les salles, « pour éviter un sentiment de consternation inutile, un dégoût gratuit et un sentiment profond d'horreur » pour les mineurs, le film étant classé « tout public ». Selon l'ENPA, même si la scène a été tournée en Tunisie et s'était ainsi soustraite à la loi italienne, sur demande au ministre de la Justice une poursuite pouvait avoir lieu en Italie. En octobre 2009, l'ENPA a lancé une campagne internationale de boycott du film et une pétition en ligne, pour que ce film ne soit plus la sélection officielle de l'Italie pour la cérémonie des Oscars.
En réponse à ces critiques, le réalisateur Giuseppe Tornatore a précisé que le choix de la Tunisie ne visait pas à contourner la loi italienne, et que l'animal n'avait pas été tué exprès pour le film. La scène a été tournée dans un abattoir local et l'animal était l'un des nombreux animaux abattus tous les jours.